# La Troncal
La Troncal ist eine Stadt und die einzige Parroquia urbana („städtisches Kirchspiel“) im Kanton La Troncal der ecuadorianischen Provinz Cañar. Die Parroquia besitzt eine Fläche von 121 km². Die Einwohnerzahl der Parroquia lag im Jahr 2010 bei 42.610. Davon wohnten 35.259 Einwohner in der Stadt La Troncal.

## Lage
Die Parroquia La Troncal liegt größtenteils in der Küstenebene westlich der Anden. Lediglich der Südosten der Parroquia erstreckt sich über einen bis zu 1000 m hohen Ausläufer der Anden. Dieser wird von den Flüssen Río Bulubulu, Hauptquellfluss des Río Taura, im Norden und Río Cañar im Süden eingerahmt. Die 81 m hoch gelegene Stadt La Troncal liegt 3 km vom Fuß der Berge entfernt. Die Fernstraße E40 (Azogues–Durán) führt an La Troncal vorbei. Die E58 nach Puerto Inca zweigt bei La Troncal nach Südwesten ab.
Die Parroquia La Troncal grenzt im Nordosten an den Kanton El Triunfo (Provinz Guayas), im Südosten an die Parroquias Chontamarca und Ducur (beide im Kanton Cañar), im Süden an die Parroquia San Antonio (ebenfalls im Kanton Cañar), im Südwesten an die Parroquia Pancho Negro sowie im Nordwesten an die Parroquia Manuel de J. Calle.

## Demografie
Die Bevölkerung im Stadtgebiet von La Troncal bestand 2010 zu 80 % aus Mestizen, zu 7,8 % aus Weißen, zu 1,2 % aus Indigenen, zu 8 % aus Afroecuadorianern, zu 2,6 % aus Montubio und zu 0,3 % aus sonstigen Ethnien. Die Alphabetisierungsrate lag bei 93,2 % der Bevölkerung.
| Zensusjahr | Einwohnerzahl |
| ---------- | ------------- |
| 1990       | 19.654        |
| 2001       | 27.847        |
| 2010       | 35.259        |

## Geschichte
Das Gebiet gehörte ursprünglich zur Parroquia Manuel de J. Calle im Kanton Cañar. Am 19. November 1975 wurde die Parroquia La Troncal ausgegliedert und im Registro Oficial N° 934 bekannt gemacht. Am 22. September 1983 wurde schließlich der Kanton La Troncal eingerichtet und La Troncal als Parroquia urbana Sitz dessen Kantonsverwaltung. Östlich von La Troncal befindet sich das lange Zeit umstrittene Gebiet (Zona no delimitada) El Piedrero, das 2017 dem Kanton El Triunfo zugeschlagen wurde. 